# Campeonato Mundial de Smite
El Campeonato Mundial de Smite o Smite World Championship (SWC) es el campeonato mundial anual del videojuego de campo de batalla multijugador en línea Smite.

## Historia

### Season 1 (2015)
Del 9 al 11 de enero de 2015, Hi-Rez Studios organizó el primer Campeonato Mundial de Smite. Equipos de Norteamérica, Sudamérica, Europa y China viajaron a Atlanta, Georgia para el torneo. El premio acumulado de 2,6 millones de dólares para el torneo era en ese momento el tercero más alto en deportes electrónicos , detrás de la tercera y cuarta iteraciones de The International de Dota 2 y apenas por delante del Campeonato Mundial de League of Legends . Uno de los equipos norteamericanos, COGnitive Prime, se llevó a casa el primer premio de 1,3 millones de dólares.

### Season 2 (2016)
El Campeonato Mundial Smite 2016 se llevó a cabo del 7 al 10 de enero de 2016 y contó con torneos para las versiones del juego para PC y Xbox One. El evento se transmitió en Twitch en la cuenta de Smite Game TV. El premio total para el torneo de PC fue de 1 millón de dólares. Epsilon eSports (Dimi, Adapting, Yammyn, emilitoo e iRaffer) derrotó al equipo norteamericano Enemy (saltmachine, Adjust, Khaos, Vetium, PainDeViande) en la final para ganar el evento de 2016.

### Season 3 (2017)
El Campeonato Mundial Smite 2017 se llevó a cabo del 5 al 8 de enero como parte del evento Hi-Rez Expo que también incluyó un campeonato mundial de consolas Smite y el evento por invitación Paladins HRX. Se transmitió en la cuenta de Twitch de Hireztv y tuvo un premio acumulado de 1 millón de dólares. Los campeones de 2016, Epsilon eSports (Dimi, Adapting, Yammyn, emilitoo e iRaffer), bajo el nuevo estandarte de NRG Esports, derrotaron a Obey Alliance (Variety, CaptainTwig, PrettyPriMe, Ataraxia y Pandalike) para convertirse en los primeros ganadores repetidos de SWC.

### Season 4 (2018)
El Campeonato Mundial de Smite 2018 se celebró del 3 al 7 de enero de 2018. El premio total, 785 000 dólares, marcó la primera vez que el premio acumulado de SWC cayó por debajo del millón de dólares. El equipo norteamericano eUnited (Benji, Screammmmm, Venenu, Pandacat y PolarBearMike) derrotó al equipo europeo RivaL (Deathwalker, Iceicebaby, Wlfy, Vote y KaLaS) en la final.

### Season 5 (2019)
A diferencia de las iteraciones anteriores que se llevaron a cabo en enero, el Campeonato Mundial de Smite 2019 se llevó a cabo del 16 al 18 de noviembre y, para finalizar la temporada competitiva, también se llevó a cabo en 2018. El Campeonato Mundial de Smite también se trasladó al Congreso Mundial de Georgia. Center, mientras que las iteraciones anteriores se llevaron a cabo en el Cobb Energy Performing Arts Center. El premio acumulado se estimó en unos 785.000 dólares. El norteamericano Splyce (Divios, Cyno, Moswal, Cyclonespin y Aror) derrotó al equipo europeo RivaL (Deathwalker, Iceicebaby, Wlfy, Vote y KaLaS).

### Season 6 (2020)
El Campeonato Mundial de Smite 2020 se celebró del 15 al 17 de noviembre de 2019. Se estimó que el premio acumulado tuvo un ligero aumento de 800 000 dólares. Como en su versión anterior, se llevó a cabo en el Georgia World Congress Center. La temporada 2019 marcó el final de los respectivos circuitos profesionales europeos y norteamericanos a favor de una liga profesional centralizada con sede en la sede de Hi-Rez Studios en Alpharetta, Georgia. SK Gaming (ScaryD, Sam4Soccer2, Paul, Zapman y Neilmah) derrotaron a una nueva plantilla bajo el nombre Team RivaL (fineokay, CaptainTwig, PandaCat, Arkkyl, PolarBearMike).

### Season 7 (2021)
El Campeonato Mundial de Smite 2021 se celebró en línea debido a la pandemia de COVID-19 y se reanudó en enero, del 5 al 11 de enero de 2021. El premio acumulado también se redujo a $600 000. Los Pittsburgh Knights (compuestos por 4 miembros de la lista de SK Gaming de 2020), (ScaryD, QvoFred, Paul, Zapman, NeilMah) derrotaron a Ghost Gaming (compuestos por 4 miembros de la lista de Team Rival de 2020), (fineokay, Sam4soccer2, CaptainTwig, PandaCat, PolarBearMike) en una revancha de las finales de 2020. Al hacerlo, 4 miembros de los Caballeros de Pittsburgh se convirtieron en los segundos ganadores repetidos del SWC.

### Season 8 (2022)
El Campeonato Mundial de Smite 2022 se celebró en el estudio pero sin audiencia en vivo debido a la pandemia de COVID-19 del 6 al 9 de enero de 2022. El premio acumulado se redujo aún más a 400.000 dólares. Los Atlantis Leviathans (Jarcorrr, Panitom, Sheento, Ronngyu, Zapman) se convirtieron en los primeros latinoamericanos ganadores del SWC, derrotando a los Tartarus Titans (Benji, Layers, Paul, Aror, CycloneSpin). Steven 'Zapman' Zapas, jugador carry de los Atlantis Leviathans, se convirtió en el primer jugador en ganar el SWC en tres ocasiones, habiendo ganado previamente en 2021 y 2020 con los Pittsburgh Knights y SK Gaming respectivamente.

### Season 9 (2023)
El Campeonato Mundial Smite 2023 se jugó frente a una audiencia en vivo por primera vez en 2 años, del 14 al 16 de enero de 2023. La SWC también se llevó a cabo fuera de Georgia por primera vez, en el Sports Stadium Arlington en Arlington, Texas. El premio acumulado aumentó ligeramente hasta los 415.000 dólares. Los Camelot Kings (Variety, CaptainTwig, BigManTingz, Genetics, Jarcorrr) derrotaron a los finalistas que regresaron, Tartarus Titans (SoloOrTroll, Cyno, Paul, Aror, Stuart). Libardo 'Jarcorr' López, ADC de los Kings, se convirtió en el primer jugador en ganar la SWC en dos roles diferentes, habiendo ganado  la SWC 2022 como ssolo laner de Leviathans.

### Season 10 (2024)
El Campeonato Mundial Smite 2024 se jugó del 12 al 14 de enero de 2024. La SWC también se llevó a cabo en el Sports Stadium Arlington en Arlington, Texas por segundo año consecutivo. Los Jade Dragons (Nika, Lasbra, Dardez, PolarBearMike, VaporishCoast) derrotaron a Oni Warriors (SoloorTroll, Panitom, Pegon, Genetics, Netrioid). Después que los Jade Dragons de estar 2-0 pasaron a estar 2-2 y en un emocionante 5 game lograron ganar y consagrarse campeones de mundo.

## Resultados
| Año  | Campeones           | Finalista       | Jugador más valioso (MVP)                  |
| 2015 | COGnitive Prime     | Titan           | MLCSt3alth – Mid lane (COGnitive Prime)    |
| 2016 | Epsilon Esports     | Enemy           | Yammyn – Mid lane (Epsilon eSports)        |
| 2017 | NRG Esports         | Obey Alliance   | emilitoo – ADC (NRG Esports)               |
| 2018 | eUnited             | Team RivaL      | Venenu – Mid lane (eUnited)                |
| 2019 | Splyce              | Team RivaL      | Cyno – Jungla (Splyce)                     |
| 2020 | SK Gaming           | Team RivaL      | sam4soccer2 – Jungla (SK Gaming)           |
| 2021 | Pittsburgh Knights  | Ghost Gaming    | NeilMah – Support (Pittsburgh Knights)     |
| 2022 | Atlantis Leviathans | Tartarus Titans | Jarcorrr – Solo lane (Atlantis Leviathans) |
| 2023 | Camelot Kings       | Tartarus Titans | Genetics – Support (Camelot Kings)         |
| 2024 | Jade Dragons        | Oni Warriors    | Dardez – Mid lane (Jade Dragons)           |

## Jugadores campeones
| Jugadores                       | Títulos | Campeonatos        |
| ------------------------------- | ------- | ------------------ |
| Steven "Zapman" Zapas           | 3       | (2020, 2021, 2022) |
| Peter "Dimi" Dimitrov           | 2       | (2016, 2017)       |
| Kennet "Adapting" Ros           | 2       | (2016, 2017)       |
| André "Yammyn" Brännvall        | 2       | (2016, 2017)       |
| Emil "emilitoo" Philip Stärnman | 2       | (2016, 2017)       |
| Craig "iRaffer" Rathbone        | 2       | (2016, 2017)       |
| Ronald "ScaryD" Belair          | 2       | (2020, 2021)       |
| Neil "NeilMah" Mah              | 2       | (2020, 2021)       |
| Paul "Paul" Berger              | 2       | (2020, 2021)       |
| Libardo "Jarcorrr" López        | 2       | (2022, 2023)       |
| Michael "PolarBearMike" Heiss   | 2       | (2018, 2024)       |
| Ryan "0mega" Johnson            | 1       | (2015)             |
| Andrew "andinster" Woodward     | 1       | (2015)             |
| Brett "MLCst3alth" Felley       | 1       | (2015)             |
| John "BaRRaCCuDDa" Salter       | 1       | (2015)             |
| Rosario "JeffHindla" Vilardi    | 1       | (2015)             |
| Ben "Benji" McKinzey            | 1       | (2018)             |
| Lucas "Screammmmm" Spracklin    | 1       | (2018)             |
| Brandon "Venenu" Casale         | 1       | (2018)             |
| Maksim "PandaCat" Yanevich      | 1       | (2018)             |
| Brooks "Cyno" Mattey            | 1       | (2019)             |
| Nicklaus "Divios" Neumeyer      | 1       | (2019)             |
| Stephen "moswal" Garwood        | 1       | (2019)             |
| Jarod "CycloneSpin" Nguyen      | 1       | (2019)             |
| Max "Aror" Jackson              | 1       | (2019)             |
| Samuel "sam4soccer2" Waxman     | 1       | (2020)             |
| Anders "QvoFred" Korsbo         | 1       | (2021)             |
| Rafael "Panitom" Guerra         | 1       | (2022)             |
| Jorge "Sheento" Andres          | 1       | (2022)             |
| Sebastian "Ronngyu" Chavez      | 1       | (2022)             |
| Harry "Variety" Cumming         | 1       | (2023)             |
| Benjamin "CaptainTwig" Knight   | 1       | (2023)             |
| Jordan "BigManTingz" Theaker    | 1       | (2023)             |
| Sam "Genetics" Harris           | 1       | (2023)             |
| Nika "Nika" Pataraia            | 1       | (2024)             |
| Lasse "Lasbra" Halkjær          | 1       | (2024)             |
| Bastien "Dardez" Proust         | 1       | (2024)             |
| Luke "VaporishCoast" Russ       | 1       | (2024)             |

     Jugadores retirados